# Crepidium marsupichilum
Crepidium marsupichilum är en orkidéart som först beskrevs av Upton, och fick sitt nu gällande namn av Dariusz Lucjan Szlachetko. Crepidium marsupichilum ingår i släktet Crepidium, och familjen orkidéer. Inga underarter finns listade i Catalogue of Life.